# Koutník Hahnův
Koutník Hahnův (Hexophthalma hahni, dříve Sicarius hahni, či Sicarius testaceus) je jedovatý pavouk střední velikosti z čeledi koutníkovití. Vyskytuje se především v jižní Africe, konkrétně v Namibii a Jihoafrické republice. Jeho jed je velmi silný a činí z něj jednoho z nejjedovatějších pavouků světa. Jeho anglické lidové jméno six-eyed sand spider (šestioký písečný pavouk) naznačuje, že se velice dobře zahrabává do písku v pouštích a polopouštích, kde mu písek slouží jako úkryt. Pojmenován byl podle německého zoologa Carla Wilhelma Hahna.

## Popis
Celé tělo i nohy pokrývají jemné chloupky, které pomáhají udržet zrna písku na těle. Délku těla má přibližně 1,5 až 2 cm a délku nohou přibližně 5 cm. Samci jsou zbarveni do červenohnědé, žlutohnědé a žluté barvy, aby byli dobře maskovaní. Jsou menší než samice. Ty mají zbarvení spíše do bledě fialové až světle béžové barvy. Samice svá vajíčka kladou do hedvábných váčků zachycených o různé předměty nebo do rohů a koutů.

## Potrava
Koutník Hahnův loví rychlým přepadem z úkrytu. Na rozdíl od jiných druhů pavouků, kteří loví také ze zálohy, si koutník nevyhrabává nory, ale schová se těsně pod povrch písku, kde čeká na svou kořist. Číhá na různé druhy hmyzu a je schopen ulovit i štíra. Když je kořist blízko, rychle vystartuje z písku, uchopí ji svými dlouhými předními končetinami a vpustí do ní jed, který ji do pár minut usmrtí. Bez potravy a vody dokáže vydržet velmi dlouhou dobu.

## Jed a nebezpečnost
Disponuje velmi toxickým jedem patřícím mezi nejsilnější mezi všemi pavouky. Jed má hemolytický a nekrotický účinek a způsobuje prosakování cév a rozklad tkání. Případů, kdy kousl a zabil člověka, je velmi málo (existují zřejmě jen dva potvrzené). Je plachý a skrytě žijící, proto nebyl nikdy výrazně popisován, jako pro nás velmi nebezpečný druh, avšak při náhodném kontaktu kousnout může. Nemusí nicméně do každého kousnutí vpustit nutně jed, a když už ho vpustí, tak nemusí v plném množství. 